# Dirk 7. af Holland
Dirk VII af Holland (død 4. november 1203 i Dordrecht), også kendt som Dietrich på tysk, Thierry på fransk og Theodoric på engelsk, var greve af Grevskabet Holland fra 1190 til 1203. Han var den ældste søn af Floris III og Ada af Huntingdon.

## Biografi
Takket være en borgerkrig i Det Hellige Romerske Rige måtte Henrik VI, den hellige romerske kejser finde måder at få venner til. Kejseren støttede Dirk ved at give ham ret til at opkræve en vejafgift på flamske købmænd i Geervliet. Henrik overdrog også Holland Grote Waard (Dordrecht og dens omgivelser) på bekostning af biskoprådet Utrecht. Han sikrede også muligheden for at Holland kunne blive arvet via en kvindelig arving. I 1196 modtog Dirk midlertidigt den herskende biskop i Utrecht. Dette betød krig med grev Otto I af Guelders. Otto blev besejret i slaget ved Grebbeberg. I 1197 blev Dirk van Are valgt som den nye biskop. Som sådan genvandt han den nederlandske myndighed i Utrecht. Hohenstaufen mistede terræn i borgerkrigen, så grev Dirk ændrede side og gav sin troskab til fordel for Welferne.
Frierne i Oostergo og Westergo støttede Dirks broder Wilhelm, som invaderede Holland. Wilhelm blev også støttet af nogle vesterlændinge.
I 1202 kom Dirk til Otto of Guelders, og de angreb begge Hertugdømmet Brabant. Brabant hævdede Holland, Utrecht og Guelders som hertug af Lotharingia. Bosch og Geertruidenberg blev erobret under denne kampagne. Hertug Henrik I af Brabant tog Dirk til fange i Heusden. Udover at betale en høj løsesum måtte han acceptere hertugen af Brabant som sin øverste leder i det sydlige Holland og biskoppen af Utrecht som sin overordnede i det nordlige Holland.
Dirks datter Ada arvede Grevskabet Holland i 1203. Hun blev gift med Louis II, greve af Loon, som blev greve af Holland.